# Capa còrnia
La capa còrnia és la capa més exterior de l'epidermis. La capa còrnia humana compren diversos nivells de corneòcits aplatats dividits en dues subcapes: l'stratum disjunctum i l'stratum compactum. Els protectors mantell àcid i barrera lipídica resideixen a la part superior de l'stratum disjunctum. L'estrat disjuntiu és la capa de pell més alta i fluixa. L'estrat compacte és la part comparativament més profunda, compactada i més cohesionada de l'estrat corni. Els corneòcits de l'estrat disjuntiu són més grans, més rígids i més hidròfobs que el de l'estrat compactat.

Tall histològic mostrant les capes de l'epidermis

L'estrat corni és el teixit mort que realitza funcions fisiològiques de protecció i adaptació, com ara el cisallament mecànic, la resistència a l’impacte, la regulació del flux d’aigua i la hidratació, la regulació de la proliferació i la invasió microbiana, l’inici de la inflamació mitjançant l’activació de citocines i l’activitat de les cèl·lules dendrítiques i la permeabilitat selectiva per excloure toxines, irritants i al·lergògens. Aquesta capa es compon de 15-20 capes de cèl·lules aplanades sense nuclis i orgànuls cel·lulars. El seu citoplasma mostra queratina filamentosa. Aquests corneòcits estan incrustats en una matriu lipídica composta per ceramides, colesterol i àcids grassos.
L'estrat corni funciona com a barrera per protegir el teixit subjacent contra la infecció, la deshidratació, els productes químics i l'estrès mecànic. La descamació, el procés de despreniment cel·lular de la superfície de l'estrat corni, equilibra la proliferació de queratinòcits que es formen a l'estrat basal. Aquestes cèl·lules migren a través de l'epidermis cap a la superfície en un viatge que dura aproximadament catorze dies.

## Funció
Durant la cornificació, el procés mitjançant el qual els queratinòcits vius es transformen en corneòcits no vius, la membrana cel·lular és substituïda per una capa de ceramides que s'uneixen covalentment a un embolcall de proteïnes estructurals (l'embolcall cornificat).
Aquest complex envolta les cèl·lules de l'estrat corni i contribueix a la funció barrera de la pell. Els corneodesmosomes (desmosomes modificats) faciliten l’adhesió cel·lular mitjançant la connexió de cèl·lules adjacents dins d’aquesta capa epidèrmica. Aquests complexos són degradats per les proteases, que finalment permeten les cèl·lules alliberar-se de la superfície. Cal descamació i formació de l'embolcall cornificat per al manteniment de l’homeòstasi de la pell. Si no es regulen correctament aquests processos es produeixen trastorns de la pell.
Les cèl·lules de l'estrat corni contenen una densa xarxa de queratina, una proteïna que ajuda a mantenir la pell hidratada evitant l'evaporació de l’aigua. Aquestes cèl·lules també poden absorbir aigua, ajudant encara més a la hidratació. A més, aquesta capa és responsable de les propietats elàstiques de la pell. Un feble enllaç proteic aglutinador fa que la pell torni a la seva forma natural.
El gruix de l'estrat corni varia a tot el cos. Als palmells de les mans i a la planta dels peus (de vegades genolls, colzes, nusos), aquesta capa s'estabilitza i es construeix mitjançant l’stratus lucidum (fase clara) que permet a les cèl·lules concentrar la queratina i endurir-les abans que s'elevin en un estrat corni típicament més gruixut i cohesionat. L'esforç mecànic de les fortes tensions estructurals provoca aquesta fase clara en aquestes regions que requereixen una protecció addicional per agafar objectes, resistir l'abrasió o l'impacte i evitar lesions. En general, l'estrat corni conté de 15 a 20 capes de corneòcits que mesuraen entre 10 i 40 μm de gruix.